# 艾瑞克·麥柯馬克
艾瑞克·麥柯馬克（英語：Eric James McCormack，1963年4月18日—）是一位加拿大演員、音樂人、作家和製作人。出生在多倫多。他的演藝生涯是在高中時期就開始了。他最著名的作品是在威爾與格蕾絲中飾演男主角威爾的角色。他也獲得過艾美獎。

## 外部連結
- 官方网站
- 互聯網百老匯資料庫（IBDB）上艾瑞克·麥柯馬克的資料（英文）
- 互联网外百老汇数据库（IOBDB）上艾瑞克·麥柯馬克的資料（英文）
- 艾瑞克·麥柯馬克在互联网电影资料库（IMDb）上的資料（英文）